# شوکت بخارایی
محمد بن اسحاق بخارایی مشهور و متخلص به شوکت (؟ - ۱۶۹۵م) شاعر فارسی‌زبان ایرانی در سدهٔ یازدهم هجری/هفدهم میلادی بود.

## زندگی
محمد بن اسحاق بخارایی در سالی نامعلوم در بخارا زاده شد (به گمان سیروش شمیسا حدود ۱۰۵۳ق/۱۶۴۳م). پدرش صرافی بود که در جوانی شوکت درگذشته و او مدتی شغل پدر را ادامه داد و پس از آن به سیاحت در ایران و عثمانی پرداخت..

بخارایی در هرات مورد توجه میرزا اسعدالدین محمد راقم واقع گردید و مدتی نزد او بود، در اواخر عمر به اصفهان آمد و در محوطهٔ مقبرهٔ علی بن سهیل اصفهانی در حومهٔ شهر، منزلی گزید و به ریاضت مشغول شد. «با اینکه همواه به گوشه‌نشینی و شوریدگی به سر می‌برد، اما شعرا و فضلای عصر برای وی احترام زیادی قائل بودند.» محمدعلی حزین لاهیجی از معاصران او در تذکرهٔ خود نوشته که در کودکی‌اش او را روزی همراه پدرش دیده‌است. شعر شوکت نزد ادیبان عثمانی و هرات مشهور بوده‌است.

شوکت بخارایی در سال ۱۱۰۷ق در اصفهان درگذشت (به گمان سیروش شمیسا ۱۱۱۱ش/۱۶۹۹م)، و در عبادتگاه خود به خاک سپرده شد. ماده‌تاریخ آن از نظمی تبریزی:
| دریغا که شوکت آن شاعر که او را |  | به میدان سخن، عمری یلی بود |
| بود پر نور خاکش، زانکه دائم    |  | دلش با نور ایمان منجلی بود |
| به تاریخش رقم زد کلک «نظمی»:   |  | دل شوکت پر از یاد علی بود  |